# Capela de Blakeney

Planta do local.

A Capela de Blakeney (em inglês: Blakeney Chapel) é um edifício em ruínas no condado de Norfolk, na costa da Inglaterra. Apesar do nome, ela fica localizada na paróquia de Cley next the Sea, e não a aldeia vizinha de Blakeney. Além disso ela provavelmente não foi uma capela. O prédio ficava num local elevado, sobre um monte, a menos de 200 metros do mar ao norte do atual canal do rio Glaven onde ele faz uma curva e flui em paralelo ao litoral. Ela consistia de duas salas retangulares de tamanho desigual, e parece estar intacta num mapa de 1586, mas é mostrada como ruínas em representações gráficas posteriores. Somente as fundações e parte de uma parede ainda permanecem. Três investigações arqueológicas entre 1998 e 2005 forneceram mais detalhes da construção, e mostraram dois períodos distintos de uso ativo. Embora seja descrito como uma capela em vários mapas, não há nenhuma prova documental ou arqueológica para sugerir que ela tinha qualquer função religiosa. Uma pequena lareira, provavelmente utilizada para fundição de ferro, é a única evidência de uma atividade específica no lugar.